# Nemaska (terre réservée crie)
Pour les articles homonymes, voir Nemiscau (homonymie).
Nemaska (en cri : ᓀᒥᔅᑳ ou Nemiskaa: « Là où le poisson abonde ») est une terre réservée crie située en Eeyou Istchee, dans la région administrative du Nord-du-Québec au Québec. Elle comprend un milieu urbanisé et y vivent les membres de la Nation crie de Nemaska.
Comme plusieurs autres entités cries, Nemaska est composée d'une terre réservée crie de catégorie IA, de juridiction fédérale, ainsi que d'une municipalité de village cri de catégorie IB, de juridiction provinciale.
La population cumulée des deux territoires est comptabilisée sur le territoire de catégorie IA. Le recensement de 2006 y dénombre 642 habitants, 13,4 % de plus qu'en 2001.

## Toponymie
Nemaska signifie « là où le poisson abonde ».
Le 13 février 2003, la bande de Nemiscau qui habite ce territoire, changeait de nom pour devenir la bande de Nemaska. Le 8 mai 2010, la terre réservée crie de Nemiscau change de nom pour Nemaska.

## Histoire

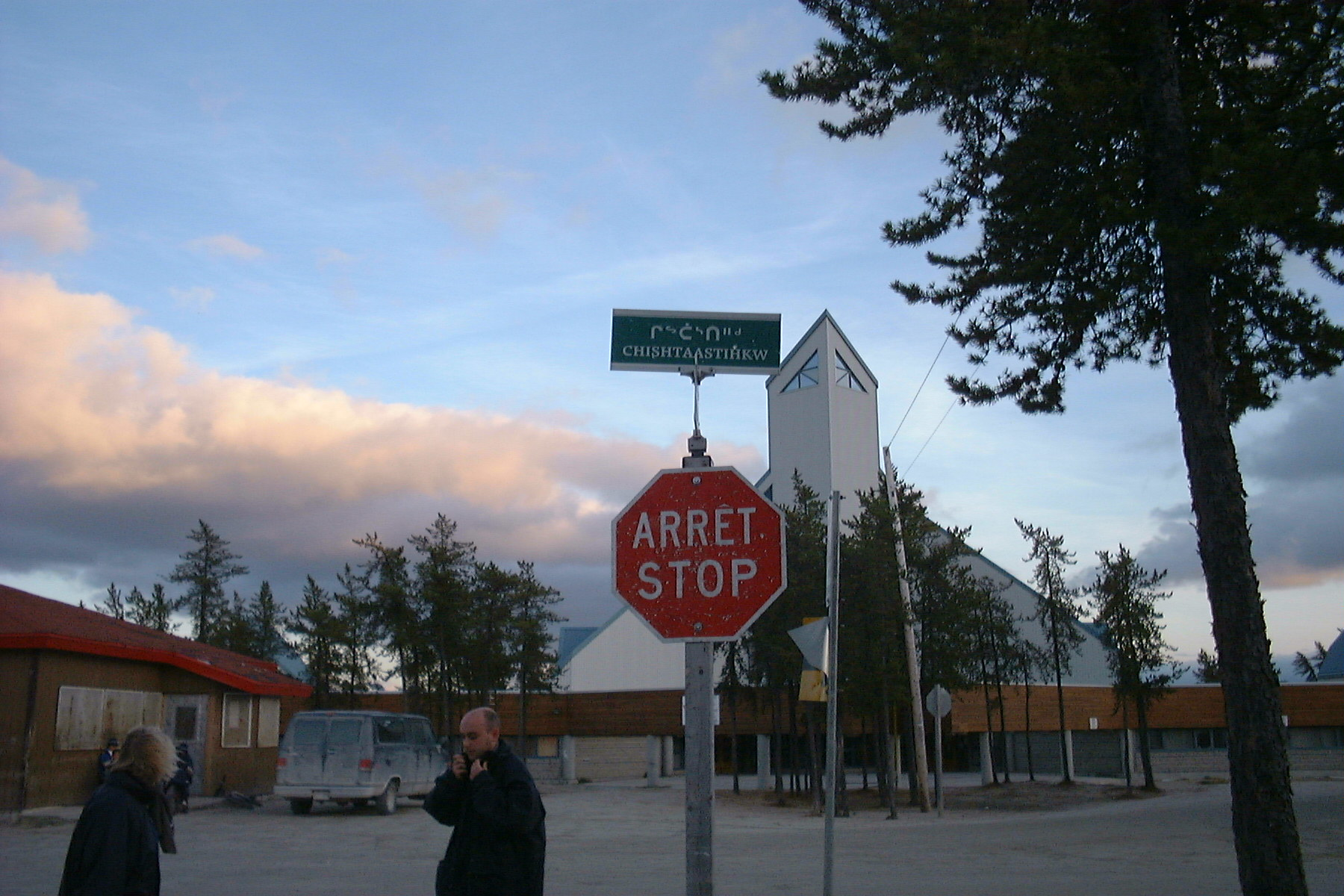
Signalisation à Nemaska.

Le lieu a été ponctuellement utilisé par les commerçants français et anglais depuis 1661. En 1775, la Compagnie de la Baie d'Hudson construit, sur la rivière Rupert, un poste qu'elle nomme Fort Nemiskau. Après l'avoir abandonné, la compagnie reconstruit, en 1794, un poste au lac Nemiscau qu'elle abandonne en 1810. En 1923, la compagnie revient sur place.
En 1970, la compagnie ferme le poste. Les résidents, sans magasin, quittèrent alors l'endroit pour aller à Waskaganish et Mistissini.
En 1979, un tout nouveau village est construit aux abords du lac Champion.

## Géographie
Le territoire de la terre réservée crie de Nemaska doit être distingué du territoire de la municipalité de village cri homonyme. Il est situé au nord et à l'ouest du lac Champion et est délimité à l'est par la rivière Pontax. La limite nord de la terre réservée est située à environ 4,5 kilomètres du lac Champion et 7,6 kilomètres de la route du Nord. Sa limite ouest est située tout juste à l'est du lac Kachiskayawakamau et de la colline Kachiskayawakamau,. La terre réservée crie comprend par ailleurs le milieu urbanisé de Nemaska.
Quant à elle, la municipalité de village cri de Nemaska borde la terre réservée crie au nord et ne comprend aucune zone urbanisée ni habitée en permanence.
Nemaska est située à 240 km au nord-est de Matagami, entre le lac Mistassini et la baie James. Le village est relié à Chibougamau par la route du Nord et à Matagami par la route Billy-Diamond (auparavant Route de la Baie-James).

## Infrastructures
Un aéroport 51° 41′ 29″ N, 76° 08′ 11″ O
, l'aéroport de Nemiscau, est situé à environ 10 kilomètres du centre de Nemaska. Se trouvent également dans le village : un centre sportif, une église et des commodités pour accueillir les touristes. 
Des chalets sont aussi habités aux bords du lac Nemiscau.
|  |

## Démographie
| 2001 | 2006 | 2011 | 2016 |
| ---- | ---- | ---- | ---- |
| 566  | 642  | 712  | 760  |

### Langues
À Nemaska, selon l'Institut de la statistique du Québec, la langue la plus parlée le plus souvent à la maison en 2011 sur une population de 710 habitants, est le cri à 93,66 %, le français à 2,82 % et l'anglais à 4,23 %.

## Éducation
La Commission scolaire crie est l'organisme responsable des écoles publiques sur le territoire. À Nemaska, elle est chargée de l'administration de l'École Luke Mettaweskum (ᓘᒃ ᒣᑕᐧᐁᔥᑲᒻ ᒋᔅᑯᑕᒫᒉᐅᑲᒥᒄ).

## Politique
Voici une liste incomplète des chefs de Nemaska :
- Josie Jimiken
- Clarence Jolly (2019-2023)[13]